# Burg Könitz
Die Burg Könitz, auch Schloss Könitz genannt, ist eine ehemalige Höhenburg und heutiges Schloss auf dem Schlossberg bei 345 m ü. NN im Ortsteil Könitz der Gemeinde Unterwellenborn im Landkreis Saalfeld-Rudolstadt in Thüringen. Das Schloss ist das Wahrzeichen von Könitz.
Möglicherweise wurde die Burg um 800 als Holzburg erbaut. Erstmals wurde sie 1125 mit der Übergabe der Könitzer Besitzungen durch Adalbert und Christine von Conz (Könitz) an das Kloster Saalfeld urkundlich erwähnt, wobei sie die Nutzung der Burg auf Lebenszeit behielten. In Könitz gab es noch ein weiteres Schloss, das Alte Schloss.
1209 wird die Burg Eigentum der Grafen von Schwarzburg. Nach Besitzerwechseln kam die Burg 1438 an die Familie von Holbach und der Burgturm erhielt 1450 einen Steinmantel.
Um 1562 wurde die Burg zu einem Schloss im Renaissancestil umgebaut, fertiggestellt unter Veit Dietrich von Holbach. Nach dem Aussterben des Geschlechts der Holbachs fiel das Schloss 1608 an die Grafen von Schwarzburg-Rudolstadt zurück. Im Dreißigjährigen Krieg richtete 1640 der schwedische Feldmarschall Johan Banér hier sein Hauptquartier ein; auf dem Roten Berg lagen seine 40.000 Schweden 50.000 Kaiserlichen unter Piccolomini gegenüber, es kam jedoch nicht zur Schlacht. Nach Abzug der Truppen war der Bergfried ausgebrannt und die ganze Gegend geplündert. 1663–70 diente das Schloss dann als Witwensitz der Gräfin Emilie. Später wechselten die Besitzer mehrfach.
Ab 1892 ließ der Forscher Wilhelm Reiß die Burg instand setzen. Nach mehreren Besitzerwechseln kam das Schloss 1918 an das Land Thüringen. Nach Kriegsende 1945 wurde das Schloss verschiedenen Nutzungen zugeführt, bis es 1951 abbrannte und völlig zerstört wurde. 1954 bis 1955 wurde das Schloss wieder aufgebaut, diente als „Feierabendheim“, nach der Wende 1989 als „Psychiatrisches Pflegeheim“. 
Seit 2006 war sie in Privatbesitz des Salzburger Zahnarztes Robert Rudolf Mels-Colloredo-Günhartinger. Im Jahr 2021 hat eine thailändische Glaubensgemeinschaft die Burg Könitz erworben. Sie plant, dort ein „buddhistisches Zentrum“ zu errichten.